# Essklarinett
Essklarinett är ett träblåsinstrument i klarinettfamiljen.
Essklarinetten är stämd i Ess och förekommer främst i marschmusik och musik skriven för blåsorkestrar. Solopartier förekommer också i symfoniska verk, till exempel Symphonie Fantastique av Hector Berlioz.